# Cincinnati Comets
O Cincinnati Comets foi um clube americano de futebol sediado em Cincinnati, Ohio, membro da American Soccer League.

## História
Disputou a American Soccer League entre 1972 e 1975.